# Chambishi, Zambia
Chambishi este un oraș în provincia Copperbelt, Zambia, la 28 km est de Kitwe. Localitatea a fost fondată în anul 1964 prin unirea a 5 sate. Exploatarea cuprului constituie activitatea economică principală.